# Katarzyna Kłys
Katarzyna Kłys (nascuda com Katarzyna Piłocik, Bielsko-Biała, 23 d'abril de 1986) és una esportista polonesa que competeix en judo, guanyadora d'una medalla de bronze al Campionat Mundial de Judo de 2014 i dues medalles de plata al Campionat Europeu de Judo, en els anys 2007 i 2012.

## Palmarès internacional
| Campionat Mundial | Campionat Mundial     | Campionat Mundial | Campionat Mundial |
| Any               | Lloc                  | Medalla           | Categoria         |
| ----------------- | --------------------- | ----------------- | ----------------- |
| 2014              | Txeliàbinsk ( Rússia) | 3                 | –70 kg            |
| Campionat Europeu |                       |                   |                   |
| Any               | Lloc                  | Medalla           | Categoria         |
| 2007              | Belgrad ( Sèrbia)     | 2                 | –70 kg            |
| 2012              | Txeliàbinsk ( Rússia) | 2                 | –70 kg            |